# Animal House (album d'U.D.O.)
Pour les articles homonymes, voir Animal House.
Albums de U.D.O.
Mean Machine
(1989)
Animal House est le premier album du groupe allemand U.D.O. sorti en 1987, après le départ de Udo Dirkschneider du groupe Accept. Il a été enregistré d'août à octobre 1987 aux Dierks Studios, à Cologne. L'album a été entièrement composé par les membres de son ancien groupe Accept en guise de cadeau de départ pour commencer sa carrière sur un bon pied. La pochette de l'album attribue également l’interprétation de la chanson "Lay Down the Law" à Accept et U.D.O.

## Contexte
Au cours de l'année 1987, le groupe Accept, au sommet de sa popularité, fait part de son envie d'explorer de nouvelles approches stylistiques inspirées par le hard FM américain. Dirkschneider ne se sentant pas capable d'assurer des parties vocales appropriées à ce genre, préfère partir pour fonder son propre groupe U.D.O.. 
Pour l'aider à lancer sa carrière solo, le reste d'Accept et la parolière Deaffy lui proposent un album entièrement écrit, Animal House, composé de chansons d'Accept qui avaient été originellement enregistrées en démo, mais jugées trop agressives pour un successeur de Russian Roulette. Wolf Hoffmann, le guitariste d'Accept explique :

« C’était juste un geste d’égard envers lui pour qu’il ait le meilleur des départs. Il faut garder à l’esprit, qu’il ne sait pas écrire de chansons. […] Pour nous c’était du gâteau ; on a juste utilisé les vieilles formules qu’on a toujours eues : "OK, on va faire une ballade, une chanson avec un rythme en double-pédale, on fera ceci, on fera cela, beaucoup de chants en chœur." On a juste utilisé le même sac de tours qu’on utilisait avec Accept, mais sans vraiment y mettre notre cœur et notre âme dedans, un peu comme si on l’avait sorti de notre manche pour ainsi dire. C’était facile pour nous et ça l’a beaucoup aidé. »

## Titres
1. "Animal House" - 4:20
2. "Go Back to Hell" - 4:33
3. "They Want War" - 4:11
4. "Black Widow" - 4:32
5. "In the Darkness" - 4:05
6. "Lay Down the Law" - 3:48
7. "We Want It Loud" - 4:07
8. "Hot Tonight" - 4:44 ( bonus track des CD non inclus sur les éditions en vinyle)
9. "Warrior" - 4:23
10. "Coming Home" - 3:42
11. "Run for Cover" - 4:46

## Personnel
- Udo Dirkschneider : Chant
- Mathias Dieth : Guitares
- Peter Szigeti : Guitares
- Frank Rittel : Basse
- Thomas Franke : Batterie

## Production
- Produit et enregistré par Mark Dodson
- Assistants ingénieurs : Uli Baronowsky, Thomas Sehringer
- Mixé par Mark Dodson & Gerd Rautenbauch